# Aleix Comnè (governador de Dirràquion)
Aleix Comnè, en grec medieval Ἀλέξιος Κομνηνός, va néixer cap al 1077 i va morir després del 1108, va ser un aristòcrata de l'Imperi Romà d'Orient, nebot de l'emperador Aleix I Comnè. Promogut al rang de sebast, va ser Dux de Dirràquion des del 1106 fins després del 1108. Durant aquest temps, va dirigir la reeixida resistència d'un setge a Dirràquion per part de Bohemon I d'Antioquia, que va conduir al Tractat de Devol.
Aleix va ser el tercer fill del Sebastocràtor Isaac Comnè, germà gran de l'emperador Aleix I Comnè, que va regnar de l'any 1081 al 1118, i de la seva esposa Irene d'Alània. Com a membre de la família imperial, va portar el títol de sebast.
Gairebé els únics detalls sobre la seva vida provenen de l'Alexíada, escrita per la seva cosina Anna Comnena. Es menciona per primera vegada a la primavera de 1106, quan el seu oncle va ser nomenat governador militar (dux) de Dirràquion, en substitució del seu germà gran Joan Comnè. Es desconeix la seva vida i ocupacions d'abans d'aquest càrrec, però és probable que hagués ocupat alguns càrrecs públics, com Joan, que havia ocupat el seu primer càrrec als 19 anys. En algun moment, probablement cap al 1094, es va casar amb una certa Zoè, la família de la qual es desconeix.
El càrrec de governador de Dirràquion tenia una importància cabdal. La ciutat era molt important per a l'Imperi Romà d'Orient, perquè era el principal punt d'entrada des d'Itàlia als Balcans, cosa demostrada pel paper que va exercir quan hi va haver una invasió normanda en els primers anys del regnat d'Aleix I. Joan Comnè havia perdut la confiança de l'emperador quan va ser acusat d'un intent de revolta contra ell. També havia sofert una derrota a mans dels dàlmates. Amb l'amenaça d'una altra invasió normanda, l'emperador Aleix I va confiar aquest lloc crucial a Aleix Comnè, al que tenia una major confiança. L'emperador va enviar un seguit de cartes al seu nebot, fent-li veure la necessitat de vigilar constantment les costes per advertir el primer signe d'invasió normanda.
A l'octubre de 1107, Bohemon I d'Antioquia, imitant el seu pare Robert Guiscard, va ocupar amb un gran exèrcit el port i la ciutat d'Aulona. Aleix Comnè, que havia aseguit diligentment les instruccions del seu oncle, li va enviar immediatament notícies. Bohemon va assetjar Dirràquion el novembre de 1107, setge que va durar fins a la primavera següent. Els normands utilitzaven un gran nombre d'enginys de setge, però els defensors es mantenien ferms, fent servir el foc grec per destruir-los. Anna Comnena remarca la capacitat militar d'Aleix, tant per la seva valentia com per la inspiració que donava als seus homes. Mentrestant, la situació dels assetjants es va agreujar, quan l'emperador Aleix I va desplaçar destacaments per ocupar els diversos passos i evitar que els normands es poguessin escapar, mentre es desplaçava amb el seu exèrcit a Devol esperant una oportunitat per atacar-los. Quan la fam, les malalties i les desercions van delmar l'exèrcit normand, Bohemon va enviar ambaixadors a Aleix Comnè per negociar. Per ordre del seu oncle, Aleix va fer anar els ambaixadors davant de l'emperador, amb els que va signar el Tractat de Devol on Bohemon reconeixia la sobirania de l'emperador i es convertia en el seu vassall.
La vida i els càrrecs posteriors d'Aleix Comnè es desconeixen, i també la data de la seva mort. Segons Teodor Balsamó, la seva dona va caure molt malalta poc després del 1130, d'una malaltia que els seus metges van considerar incurable. Amb desesperació, la seva família es va dirigir a xarlatans estrangers, que van afirmar que la seva malaltia era deguda a encanteris, van descobrir figuretes d'argila, culpant de la seva elaboració als seus servents, que van ser interrogats i fins i tot torturats, però sense resultats, ja que els xarlatans eren els responsables de fabricar ells mateixos les figures. A la fi, quan es va veure que eren incapaços de millorar la salud de l'esposa, van fugir del palau. Alguns dels seus familiars i servents que van participar en aquests fets van ser castigats per haver cregut en bruixeries pel patriarca Lleó Estipiota. El matrimoni probablement va tenir un fill, anomenat Joan, conegut només per un poema funerari, que diu que era un distingit comandant militar.